# Distrito de Kasese
Kasese es un distrito en Uganda al sudoeste que fue formado en 1974, nombrado igual que su ciudad capital, ciudad de Kasese. El distrito está situado a lo largo del ecuador y limita con los distritos de Kabarole y de Bundibugyo en el norte, con Kamwenge en el este, el distrito de Bushenyi y la República Democrática del Congo en el oeste. Tiene un área total de la tierra de 2.724 kilómetros cuadrados, 885 kilómetros cuadrados son reservados para el parque nacional de las montañas de Rwenzori. Tiene una población estimada de 530.000 personas. El distrito también se divide en dos condados, 19 sub-condados y dos consejos de la ciudad para los propósitos administrativos.
El distrito de Kasese es principalmente agrícola, el 85 por ciento de los habitantes dependen de la agricultura. Tiene dos estaciones de lluvias que se dan entre mediados de mayo, agosto y noviembre. La temperatura oscila normalmente entre 23 °C y 30 °C.
- Datos: Q1229919
- Multimedia: Kasese District / Q1229919